# Brdo, Nova Gorica
Brdo je naselje v Mestni občini Nova Gorica.